# Hans Lagerwall
Hans Lagerwall (ur. 1 marca 1941 w Göteborgu, zm. 5 października 2022 tamże) – szwedzki szermierz, czterokrotny medalista mistrzostw świata.
Podczas mistrzostw świata w Turynie w 1961 roku zdobył srebrny medal w szpadzie indywidualnej. Na podium rozdzielił Francuza Jacquesa Guitteta i Węgra Tamása Gábora. Na tej samej imprezie Szwedzi w składzie: Göran Abrahamsson, Ivar Genesjö, Hans Lagerwall, Orvar Lindwall, Berndt-Otto Rehbinder i Axel Wahlberg zdobyli brązowy medal w zawodach drużynowych. Drużynowo zdobył też srebro na mistrzostwach świata w Buenos Aires (1962) oraz brąz na mistrzostwach świata w Moskwie (1966).
Wystartował na igrzyskach olimpijskich w Rzymie w 1960 roku, gdzie w szpadzie indywidualnej odpadł w pierwszej rundzie, a drużynowo był piąty. Startował tam także we florecie indywidualnym, w którym także odpadł w pierwszej rundzie. Na rozgrywanych cztery lata później igrzyskach olimpijskich w Tokio w szpadzie indywidualnej dotarł do półfinałów, a w drużynowej był czwarty.
Jego siostra, Christina, także uprawiała szermierkę.